# Jean-Paul Pellaton
 (février 2023).
Si vous disposez d'ouvrages ou d'articles de référence ou si vous connaissez des sites web de qualité traitant du thème abordé ici, merci de compléter l'article en donnant les références utiles à sa vérifiabilité et en les liant à la section « Notes et références ».
Jean-Paul Pellaton, né à Porrentruy le 10 août 1920 et décédé à Delémont le 26 avril 2000 est un écrivain et enseignant suisse.

## Biographie
En 1936, il suit l'École normale. Pendant la guerre 1939-1945, il alterne entre remplacements, mobilisation et étude pour obtenir le brevet secondaire. Diplômé en 1945, il est nommé à l'École secondaire des jeunes filles de Porrentruy, ensuite il enseignement à l'École secondaire des jeunes filles de Bienne, dont il deviendra le directeur. Tout en enseignant, il suit des études de lettres à Berne, Genève et Neuchâtel.
En 1953 il obtient sa licence ès lettres à l'université de Neuchâtel.
En 1957, il enseigne à l'école normale de Delémont.
Il sera aussi lecteur en philologie à l'université de Berne.

## Prix et distinctions
- 1950, prix littéraire de l'Œuvre Suisse des lecture pour la jeunesse
- 1968, prix Paul Budry
- 1975, prix de la société jurassienne d'Émulation
- 1982, prix de la bibliothèque pour tous
- 1984, prix littéraire du Canton du Jura
- 1985, prix Schiller
- 1994, prix Schiller pour l'ensemble de son œuvre.
- 1990, mérite delémontain